# José Diogo Ferreira Martins
José Diogo Ferreira Martins CvA • ComIC foi um administrador colonial português.

## Biografia
Capitão.
A 21 de Março de 1934 foi feito Cavaleiro da Ordem Militar de Avis e a 17 de Novembro de 1938 foi feito Comendador da Ordem do Império Colonial.
Exerceu o cargo de Encarregado do Governo da Colónia de Angola em 1939, tendo sido antecedido por António Lopes Mateus e sucedido por Manuel da Cunha e Costa Marques Mano.
De 1941 a 1943 foi Governador de Cabo Verde.